# Kichkalnya
Kichkalnya (en ruso: Кичкальня, Kichkalnya; en tártaro: Кычытканлы, Kychytkanly) es un pueblo tártaro en el distrito de Nurlatsky de la República de Tartaristán en Rusia.

## Historia
Según los antiguos residentes, el pueblo de Kichkalnya se formó a principios del siglo XVIII. A partir de historias transmitidas de generación en generación, la aldea fue fundada por tres familias que provenían de la aldea de Chuvash de Uzeevo (ahora distrito de Aksubayevsky). Mullah Tohvatullah fue uno de los primeros fundadores de la aldea. Según la leyenda, estas familias huyeron de sus hogares, escondiéndose del bautismo forzado tras la conquista del Kanato de Kazán por Iván el Terrible. De hecho, el reasentamiento de varias familias del pueblo de Uzeevo se explica por el reasentamiento intrarregional, ya que Iván el Terrible murió en 1584.
La literatura historiográfica existente proporciona información contradictoria sobre la fecha de formación de la aldea, desde mediados de la década de 1650 hasta 1710. Según la leyenda, un cierto nombre en 1911 afirmaba que la aldea "Morasa Bashy" se fundó hace 300 años, es decir, en 1611, pero esto es muy poco probable. Hasta 1920, formó parte del volost Staro-Almetevskaya del distrito de Chistopol de la gobernación de Kazán.
En la primera mitad del siglo XVIII, los residentes pertenecían a la categoría de campesinos estatales, realizaban tareas de látigo. Se dedicaban a la agricultura, la ganadería, el ladrillo, la estera, la tonelería, la carpintería y la artesanía con ruedas.
Desde 1920, ha sido parte del cantón de Chistopol de la República Socialista Soviética Autónoma de Tártaro. Desde el 10.08.1930 en Bilyarsky, desde el 10.02.1935 en Telmansky, desde el 16.07.1958 en Bilyarsky, desde el 01.02.1963 en Oktyabrsky, desde el 10.12.1997 en los distritos de Nurlatsky.
El estado y los límites de un asentamiento rural están establecidos por la Ley de la República de Tartaristán de 31 de enero de 2005 No. 32-ZRT "Sobre el establecimiento de los límites de los territorios y el estado de la formación municipal" Distrito municipal de Nurlatsky "y los municipios dentro de él"

## Población
| Año  | Población |
| ---- | --------- |
| 1782 | 14        |
| 1859 | 635       |
| 1897 | 1,431     |
| 1908 | 1,470     |
| 1920 | 1,616     |
| 1926 | 1,122     |
| 1938 | 1,093     |
| 1949 | 1,028     |
| 1958 | 1,150     |
| 1970 | 1,159     |
| 1979 | 943       |
| 1989 | 668       |
| 2002 | 699       |
| 2012 | 595       |
| 2013 | 581       |
| 2014 | 553       |
| 2015 | 541       |
| 2016 | 525       |
| 2017 | 513       |
| 2018 | 492       |
| 2019 | 472       |
| 2020 | 463       |

## Geografía
Kichkalnya se encuentra en el río Marasa, al noroeste de 60 kilómetros del centro del distrito de la ciudad de Nurlat, la altura del centro del pueblo sobre el nivel del mar es de 120 m.

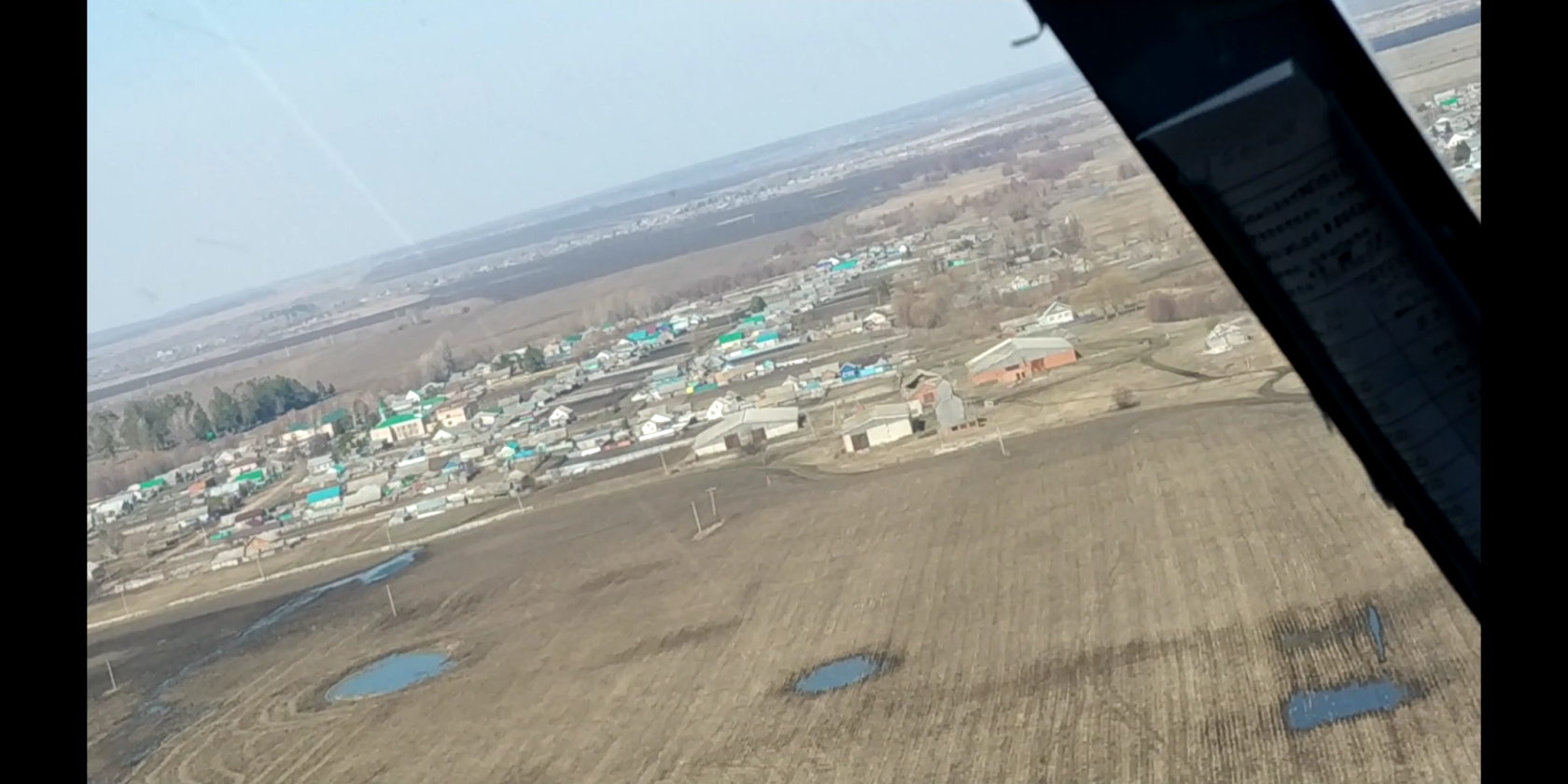
Vista aérea del pueblo

### Clima
| Parámetros climáticos promedio de Kichkalnya | Parámetros climáticos promedio de Kichkalnya | Parámetros climáticos promedio de Kichkalnya | Parámetros climáticos promedio de Kichkalnya | Parámetros climáticos promedio de Kichkalnya | Parámetros climáticos promedio de Kichkalnya | Parámetros climáticos promedio de Kichkalnya | Parámetros climáticos promedio de Kichkalnya | Parámetros climáticos promedio de Kichkalnya | Parámetros climáticos promedio de Kichkalnya | Parámetros climáticos promedio de Kichkalnya | Parámetros climáticos promedio de Kichkalnya | Parámetros climáticos promedio de Kichkalnya | Parámetros climáticos promedio de Kichkalnya |
| Mes                                          | Ene.                                         | Feb.                                         | Mar.                                         | Abr.                                         | May.                                         | Jun.                                         | Jul.                                         | Ago.                                         | Sep.                                         | Oct.                                         | Nov.                                         | Dic.                                         | Anual                                        |
| -------------------------------------------- | -------------------------------------------- | -------------------------------------------- | -------------------------------------------- | -------------------------------------------- | -------------------------------------------- | -------------------------------------------- | -------------------------------------------- | -------------------------------------------- | -------------------------------------------- | -------------------------------------------- | -------------------------------------------- | -------------------------------------------- | -------------------------------------------- |
| Temp. máx. media (°C)                        | -8                                           | -7.1                                         | -0.7                                         | 9.5                                          | 17.9                                         | 21.9                                         | 24.6                                         | 22.9                                         | 16.2                                         | 7.8                                          | -0.1                                         | -5.7                                         | 8.3                                          |
| Temp. media (°C)                             | -10.4                                        | -9.8                                         | -3.8                                         | 5.1                                          | 13.5                                         | 17.9                                         | 20.6                                         | 18.9                                         | 12.7                                         | 5.2                                          | -2                                           | -7.9                                         | 5                                            |
| Temp. mín. media (°C)                        | -13.2                                        | -12.9                                        | -7.4                                         | 0.1                                          | 8                                            | 12.8                                         | 15.6                                         | 14.4                                         | 8.9                                          | 2.5                                          | -4                                           | -10.3                                        | 1.2                                          |
| Precipitación total (mm)                     | 48                                           | 39                                           | 42                                           | 40                                           | 51                                           | 64                                           | 67                                           | 62                                           | 63                                           | 60                                           | 52                                           | 50                                           | 638                                          |
| Días de lluvias (≥ 1 mm)                     | 9                                            | 7                                            | 7                                            | 6                                            | 7                                            | 8                                            | 8                                            | 8                                            | 8                                            | 8                                            | 8                                            | 9                                            | 93                                           |
| Humedad relativa (%)                         | 84                                           | 82                                           | 82                                           | 69                                           | 60                                           | 62                                           | 62                                           | 64                                           | 71                                           | 74                                           | 74                                           | 81                                           | 72.1                                         |
| Fuente: Kichkalnya climate                   |                                              |                                              |                                              |                                              |                                              |                                              |                                              |                                              |                                              |                                              |                                              |                                              |                                              |

El clima es continental templado. Código climático según la clasificación climática de Köppen-Geiger: Dfb. La temperatura media anual del aire es de 4,66 °C (40,39 °F).

## Infraestructura
A principios del siglo XX, funcionaban dos mezquitas, dos madrazas, una herrería y diez pequeños comercios.
En este punto en el pueblo de diez calles, hay una escuela secundaria, una casa de la cultura, una biblioteca, una mezquita, un jardín de infancia, una estación feldesher-obstétrica, 2 tiendas, oficina de correos.